# Humicola parvispora
Humicola parvispora är en svampart som beskrevs av Gambogi 1969. Humicola parvispora ingår i släktet Humicola och familjen Chaetomiaceae.   Inga underarter finns listade i Catalogue of Life.